# Paracycling-Bahnweltmeisterschaften 2014

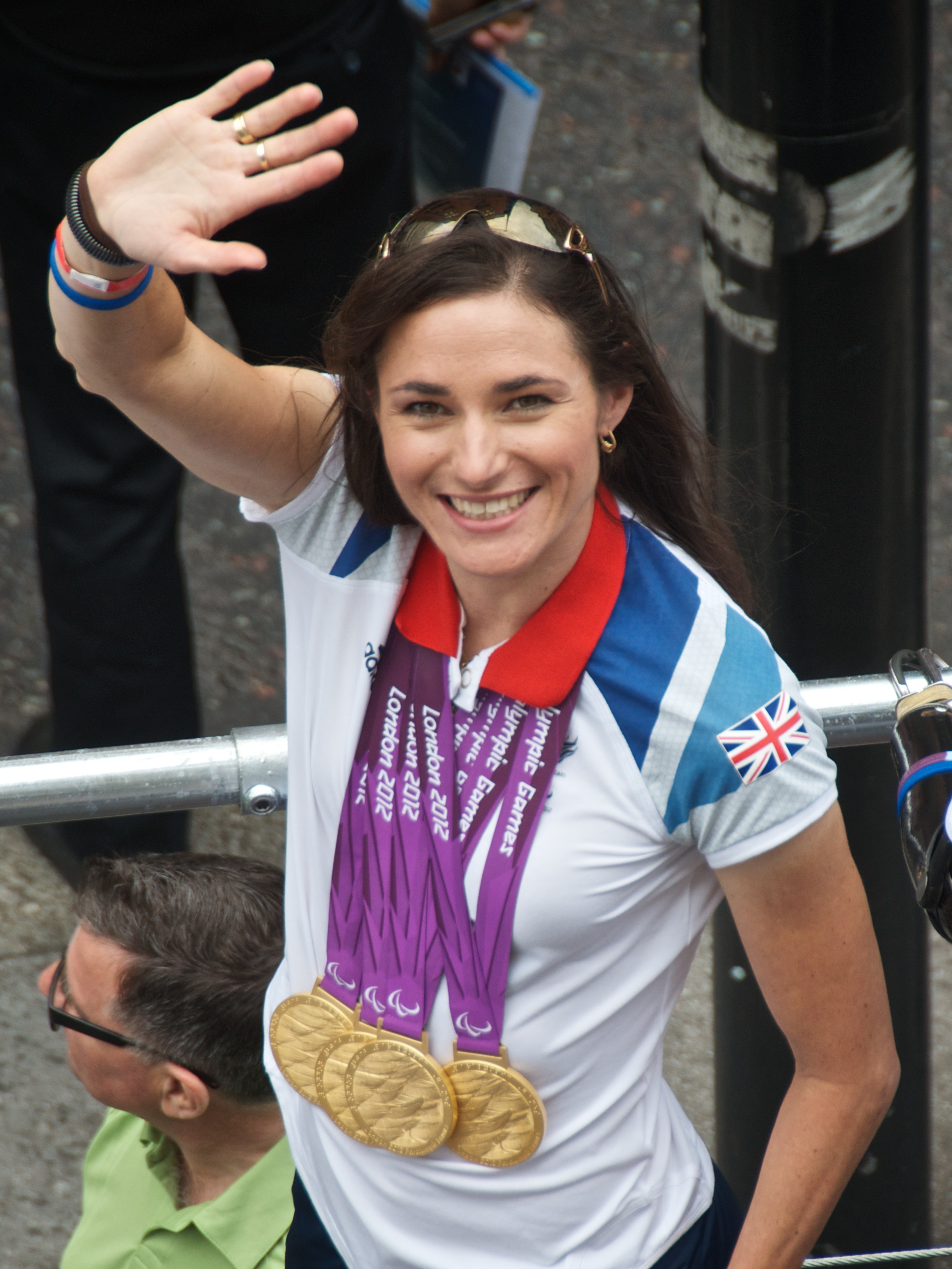
Sarah Storey (hier mit ihren Paralympics-Medaillen) war die erfolgreichste Sportlerin bei dieser WM.

Die Paracycling-Bahnweltmeisterschaften 2014 fanden vom 10. bis 13. April 2014 im mexikanischen Aguascalientes statt.
Erfolgreichste Sportlerin der Weltmeisterschaften war die Britin Sarah Storey mit zwei Gold- und einer Bronzemedaille. Ihre Landsmännin Sophie Thornhill errang zweimal Gold. Auch Neil Fachie, ebenfalls aus Großbritannien, gewann zweimal Gold so wie die Australierin Jayme Richardson und die US-Amerikanerin Jamie Whitmore. Die Deutsche Denise Schindler fuhr mit zwei Silbermedaillen nach Hause.
Als prominente Piloten für die sehbehinderten Sportler aus dem Bereich der Nicht-Behinderten waren unter anderem Jason Niblett, José Antonio Villanueva, Stefan Nimke, Erik Mohs und Yorick Bos am Start. Insgesamt nahmen rund 140 Sportler an den Weltmeisterschaften teil.

## Resultate

### Sprint Klasse B
| Frauen – B |                                    |              |                       |
| #          | Fahrerin/Pilotin                   | Nationalität | Zeit                  |
|            | Sophie Thornhill/ Rachel James     | GBR          | 12,132 (1) 11,924 (2) |
|            | Brandie O’Connor/ Breanna Hargrave | AUS          |                       |
|            | Emma Foy/ Laura Thompson           | NZL          |                       |

| Männer – B |                                             |              |                       |
| #          | Fahrer/Pilot                                | Nationalität | Zeit                  |
|            | Neil Fachie/ Peter Mitchell                 | GBR          | 10,210 (1) 10,700 (2) |
|            | Kieran Modra/ Jason Niblett                 | AUS          |                       |
|            | Jose Enrique Porto/ José Antonio Villanueva | ESP          | 10,412 (2) 10,814 (3) |

### Mixed Team Sprint M/W C1-5
| WM C1–5 (750 m) |                                                   |              |        |
| #               | Fahrerin/Pilotin                                  | Nationalität | Zeit   |
|                 | Eduardo Santos/Amador Granados/Alfonso Cabello    | ESP          | 49,870 |
|                 | Xie Hao/Ruan Juanping/Wei Guoping                 | CHN          | 50,630 |
|                 | Nikita Nagnibedow/Sergei Ustinov/Alexei Obidennow | RUS          | 49,870 |

### Zeitfahren Klasse B
| Frauen – WB (1000 m) |                                    |              |          |
| #                    | Fahrerin/Pilotin                   | Nationalität | Zeit     |
|                      | Sophie Thornhill/ Rachel James     | GBR          | 1:05,192 |
|                      | Brandie O’Connor/ Breanna Hargrave | AUS          | 1:07,520 |
|                      | Phillipa Gray/ Kylie Young         | NZL          | 1:08,002 |

| Männer – MB (1000 m) |                             |              |          |
| #                    | Fahrer/Pilot                | Nationalität | Zeit     |
|                      | Neil Fachie/ Peter Mitchell | GBR          | 59,460   |
|                      | Kieran Modra/ Jason Niblett | AUS          | 1:00,481 |
|                      | Paul Kennedy/ Thomas Clarke | AUS          | 1:02,640 |

### Verfolgung Klasse B
| Frauen – WB (3000 m) |                            |              |             |
| #                    | Fahrerin/Pilotin           | Nationalität | Zeit        |
|                      | Emma Foy/ Laura Thompson   | NZL          | 3:23,328 WR |
|                      | Phillipa Gray/ Kylie Young | NZL          | 3:29,951    |
|                      | Yurie Kanuma/ Mai Tanaka   | JPN          | 3:30,998    |

| Männer – MB (4000 m) |                               |              |          |
| #                    | Fahrer/Pilot                  | Nationalität | Zeit     |
|                      | Matt Formston/ Michael Curran | AUS          | 4:13,105 |
|                      | Ignacio Ávila/ Joan Font      | ESP          | 4:18,127 |
|                      | Clark Rachfal/ David Swanson  | USA          | 4:17,373 |

### Zeitfahren Klasse C
| #                    | Fahrerin         | Nationalität | Zeit   |
| -------------------- | ---------------- | ------------ | ------ |
| Frauen – WC1 (500 m) |                  |              |        |
|                      | Jayme Richardson | AUS          | 45,458 |
| Frauen – WC2 (500 m) |                  |              |        |
|                      | Alyda Norbruis   | NED          | 40,002 |
|                      | Allison Jones    | USA          | 44,438 |
|                      | Zeng Sini        | CHN          | 44,529 |
| Frauen – WC3 (500 m) |                  |              |        |
|                      | Jamie Whitmore   | USA          | 42,955 |
|                      | Denise Schindler | GER          | 43,400 |
|                      | Simone Kennedy   | AUS          | 43,816 |
| Frauen – WC4 (500 m) |                  |              |        |
|                      | Ruan Jianping    | CHN          | 37,879 |
|                      | Katherine Horan  | NZL          | 39,062 |
|                      | Susan Powell     | AUS          | 39,335 |
| Frauen – WC5 (500 m) |                  |              |        |
|                      | Zhou Jufang      | CHN          | 36,379 |
|                      | Jennifer Schuble | USA          | 37,039 |
|                      | Sarah Storey     | GBR          | 37,154 |

| #                     | Fahrer                | Nationalität | Zeit          |
| --------------------- | --------------------- | ------------ | ------------- |
| Männer – MC1 (1000 m) |                       |              |               |
|                       | Rodrigo Fernand Lopez | ARG          | 1:15,407      |
|                       | Arnoud Nijhuis        | NED          | 1:15,778      |
|                       | Jaye Milley           | CAN          | 1:20,132      |
| Männer – MC2 (1000 m) |                       |              |               |
|                       | Xie Hao               | CHN          | 1:13,235      |
|                       | Liang Guihua          | CHN          | 1:13,684      |
|                       | Ivo Koblasa           | CZE          | 1:16,210      |
| Männer – MC3 (1000 m) |                       |              |               |
|                       | Alexei Obidennow      | RUS          | 1:06,131      |
|                       | Sergei Batukow        | RUS          | 1:07,873      |
|                       | Diederick Schelfhout  | BEL          | 1:08,080      |
| Männer – MC4 (1000 m) |                       |              |               |
|                       | Jody Cundy            | GBR          | 1:01,466 (WR) |
|                       | Jozef Metelka         | SVK          | 1:05,244      |
|                       | Wei Guoping           | CHN          | 1:05,781      |
| Männer – MC5 (500 m)  |                       |              |               |
|                       | Alfonso Cabello       | ESP          | 1:01,683      |
|                       | Jon-Allan Butterworth | GBR          | 1:02,986      |
|                       | Alistair Donohoe      | AUS          | 1:03,788      |

### Verfolgung Klasse C
| #                     | Fahrerin         | Nationalität | Zeit          |
| --------------------- | ---------------- | ------------ | ------------- |
| Frauen – WC1 (3000 m) |                  |              |               |
|                       | Jayme Richardson | AUS          | 4:43,152      |
| Frauen – WC2 (3000 m) |                  |              |               |
|                       | Alyda Norbruis   | NED          | 4:07,454 (WR) |
|                       | Zeng Sini        | CHN          | 4:09,896      |
|                       | Allison Jones    | USA          | 4:13,688      |
| Frauen – WC3 (3000 m) |                  |              |               |
|                       | Jamie Whitmore   | USA          | 4:07,487      |
|                       | Denise Schindler | GER          | 4:14,262      |
| Frauen – WC4 (3000 m) |                  |              |               |
|                       | Susan Powell     | AUS          | 3:56,135      |
|                       | Alexandra Green  | AUS          | 4:00,063      |
|                       | Ruan Jianping    | CHN          | 4:02,120      |
| Frauen – WC5 (3000 m) |                  |              |               |
|                       | Sarah Storey     | GBR          | 3:32,050 (WR) |
|                       | Anna Harkowska   | POL          | eingeholt     |
|                       | Greta Neimanas   | USA          | 3:46,137      |

| #                     | Fahrer                | Nationalität | Zeit      |
| --------------------- | --------------------- | ------------ | --------- |
| Männer – MC1 (3000 m) |                       |              |           |
|                       | Rodrigo Fernand Lopez | ARG          | 3:59,768  |
|                       | Juan Jose Mendez      | ESP          | 4:01,593  |
|                       | Jay Milley            | CAN          | 4:00,276  |
| Männer – MC2 (3000 m) |                       |              |           |
|                       | Liang Guihua          | CHN          | 3:40,367  |
|                       | Colin Lynch           | IRL          | 3:43,423  |
|                       | Arslan Gulmitdinow    | RUS          | 3:46,222  |
| Männer – MC3 (3000 m) |                       |              |           |
|                       | Alexei Obidenow       | RUS          | 3:29,259  |
|                       | Joeseph Berenyi       | USA          | 3:29,305  |
|                       | David Nicholas        | AUS          | 3:29,599  |
| Männer – MC4 (4000 m) |                       |              |           |
|                       | Jozef Metelka         | SVK          | 4:33,322  |
|                       | Jiří Ježek            | CZE          | 4:34,688  |
|                       | Carol Eduard Novak    | ROU          | 4:41,318  |
| Männer – MC5 (4000 m) |                       |              |           |
|                       | Michael Gallagher     | AUS          | 4:24,057  |
|                       | Jehor Dementjew       | UKR          | eingeholt |
|                       | Jon-Allan Butterworth | GBR          | 4:34,603  |

### Scratch Klasse C
| Frauen – WC1–5 (10 km) |                        |              |
| #                      | Fahrerin               | Nationalität |
|                        | Sarah Storey           | GBR          |
|                        | Mariela Analia Delgado | ARG          |
|                        | Jennifer Schuble       | USA          |

| Männer – MC1–5 (10 km) |                  |              |
| #                      | Fahrer           | Nationalität |
|                        | Soelito Gohr     | BRA          |
|                        | Jozef Metelka    | SVK          |
|                        | Alistair Donohoe | AUS          |

## Leistungsklassen
- Cycling (Rennrad): C1 – C5, wobei C1 die höchste körperliche Beeinträchtigung bezeichnet
- Tandem für Sehbehinderte, die mit einem Piloten ohne Sehbehinderung fahren: B

Bei Frauen und Männern wird jeweils ein „W“ beziehungsweise ein „M“ vor die Bezeichnung der Klassifikation gesetzt.